# Wendell Bendelack
Wendell Bendelack (Belém, 1974) é um ator e escritor brasileiro.

## Biografia
Formado em direito. Quando ingressou pela primeira vez em uma companhia de teatro. Mudou para o Rio, advogou por três anos para sustentar a vida artística, no entanto, a partir do momento em quem a demanda do trabalho de ator aumentou, Wendell abandonou a carreira no Direito. Artista multimídia, ele já participou de programas televisivos, além de filmes e peças de teatro. Ele escreveu, produziu e dirigiu a peça Surto, que está há uma década em cartaz e atualmente em turnê por cidades brasileiras.
Atualmente está namorando o ator Rodrigo Fagundes. Os dois trabalharam juntos pela primeira vez na série Sexo Frágil, exibida entre 2003 e 2004, além de terem participado da novela América, exibida em 2005, e do programa Zorra Total. Desde então trabalharam juntos em peças de teatro, como Surto e O Incrível Segredo da Mulher Macaco. Ambos também estiveram na novela Pega Pega, em que Wendell foi colaborador da autora Claudia Souto e Rodrigo interpretou o mordomo Nelito.
Em 2020, Wendell foi anunciado como um dos colaboradores da novela Nos Tempos do Imperador,de Thereza Falcão e Alessandro Marson.

## Filmografia

### Televisão

#### Como ator
- 2016 - Treme Treme - Chico
- 2015 - Totalmente Demais - Silas
- 2012 - Malhação: Intensa como a Vida - Severino
- 2012 - Amor Eterno Amor - Motorista
- 2011 - Insensato Coração - Xicão Madureira
- 2011 - Sensacionalista - João Pereira
- 2009 - A Lei e o Crime - Cebola
- 2008 - Casos e Acasos - Ismael
- 2007 - Duas Caras - João Fuleiro
- 2007 - Zorra Total - Xico
- 2006 - Tecendo o Saber - Personagem que bebe no bar do Seu Celestino
- 2006 - A Diarista - Waldir
- 2006 - Cobras & Lagartos - Dudu
- 2005 - Zorra Total - Xico
- 2005 - Carga Pesada, Sorte Grande - João (Frentista)
- 2005 - América[3]

#### Como autor
- 2024 - Volta por Cima - colaborador[6]
- 2022 - Cara e Coragem - colaborador[7]
- 2021 - Nos Tempos do Imperador - colaborador[5]
- 2017 - Pega Pega - colaborador[2]

### Cinema

#### Como ator
- 2010 - Amazônia Caruana - Candiru
- 2010 - Elvis & Madona - Bill
- 2008 - Meu Nome Não É Johnny - Sininho
- 2007 - Carnaval Blues - Beto
- 2005 - A Máquina - 11º Doido

### Teatro
- O Incrível Segredo da Mulher Macaco
- Casal Consumo
- Surto[1][3][4]
- Fabula dos Brinquedos
- Mamãe Não Pode Saber
- A Balada de Garuma